# Maechidius hoplocephalus
Maechidius hoplocephalus är en skalbaggsart som beskrevs av Lea 1917. Maechidius hoplocephalus ingår i släktet Maechidius och familjen Melolonthidae. Inga underarter finns listade i Catalogue of Life.